# مارتین وانیاک
مارتین وانیاک (چکی: Martin Vaniak؛ زادهٔ ۴ اکتبر ۱۹۷۰) بازیکن فوتبال اهل جمهوری چک بود.
از باشگاه‌هایی که در آن بازی کرده‌است می‌توان به باشگاه فوتبال پانیونیوس، باشگاه فوتبال سیگما اولوموتس، و باشگاه فوتبال اسلاویا پراگ اشاره کرد.
وی همچنین در تیم ملی فوتبال جمهوری چک بازی کرده‌است.